# Alberto Patrucco
Alberto Patrucco (Carate Brianza, 2 aprile 1957) è un comico, cabarettista, umorista e cantante italiano.

## Biografia
Alberto Patrucco è noto soprattutto per aver partecipato a Zelig e Colorado Cafè.Maurizio Costanzo Show e Facciamo cabaret.
Partecipa poi a Stasera c'è Funari ed entra nel cast fisso in Colorado e Zelig. È stato ospite anche in vari programmi come Ballarò, Funari News.
Ha scritto per la Mondadori i libri "Tempi Bastardi" e "Vedo Buio!" e ha prodotto due CD dedicati all'opera del  cantautore francese Georges Brassens: "Chi non la pensa come noi" distribuito da Edel Music e "Segni (e) particolari" distribuito da Sony Music, quest'ultimo insieme ad Andrea Mirò e con la partecipazione di Ale e Franz, Eugenio Finardi, Ricky Gianco, Enzo Iacchetti, Enrico Ruggeri.
Nel 2007 vince il Delfino d'oro alla carriera (Festival nazionale adriatica cabaret).
Nel 2021 pubblica insieme a Laurent Valois un libro dedicato allo chansonnier francese George Brassens: AbBRASSENS.

## Televisione
- Dedicomania
- Ci Vediamo in Tv
- Maurizio Costanzo Show
- Facciamo Cabaret
- Stasera c'è Funari
- Colorado
- Zelig
- Xlove

## Premi e riconoscimenti
- Premio Charlot
- Premio Walter Chiari
- Premio Satirofidda
- Il Delfino d'oro

## Libri
- Tempi Bastardi - Mondadori
- Vedo Buio! - Mondadori
- Necrologica, un libro lapidario - Foschi
- con Laurent Valois, AbBRASSENS - Pagina Uno, 2021